# Nicola Amati
Nicola ou Niccolò Amati (Cremona, 3 de dezembro de 1596 — Cremona, 12 de agosto de 1684) foi um liutaio da família italiana dos Amati, que se tornou conhecido pela alta qualidade dos intrumentos musicais que fabricava.
O fundador da dinastia Amati de liutai, e da escola cremonesa de fabricantes de instrumentos, foi Andrea Amati (c. 1520–c. 1578), cujos primeiros violinos datam de c. 1564, assinados geralmente como Amadus, e já mostram o desenho básico que depois se tornou um padrão para estes intrumentos. Andrea teve dois filhos, Antonio e Girolamo, que trabalharam juntos seguindo os passos de seu pai, produzindo instrumentos com formas graciosas e um som doce.
Nicolò, filho de Girolamo, levou a técnica familiar à perfeição em torno de 1645, sendo o mais procurado fabricante de sua geração e tendo como discípulos Antonius Stradivarius e Andrea Guarneri, ambos igualmente notórios por seus magníficos instrumentos. Nicolò teve um filho, Girolamo (1649–1740), que também obteve reconhecimento por sua habilidade no ofício, sendo o último da linhagem Amati de grandes liutai.